# Дулово (Болгарія)
Ду́лово (болг. Дулово) — місто в Силістринській області Болгарії. Адміністративний центр общини Дулово.

## Історія
Перша згадка про існування міста базується на турецько-арабському документі 1573 року.  Поруч з містом знаходилося село Алені Бахча (перекладено з турецької  - Видний сад).  До Визволення Болгарії від османського правління в селі оселилися болгари з Преслава. 
Поселення неодноразово спалювали, але його жителям вдалося побудувати нове, яке називався Аккадонлар або по-болгарські  — "Білі жінки". Деякий час носило назву Чардак. У 1878 році тут проживають 100 турецьких і 25 болгарських сімей, а загальна чисельність населення - 900 мешканців. У 1946 р. чисельність населення становила 1841 жителів, а через 10 років - 5910 осіб. 
Селище та його околиці були безводними. Нещодавно тут були два колодязі глибиною 35-40 м. Коли ці колодязі вичерпали, люди переносили воду  бочками з місцевості на півночі від села, що називається Бунарлар дересі - долина колодязів. Там було 45 глибоких свердловин. 
2 вересня 1916 року  Перша піхотна дивізія Софії звільнила поселення від румунських властей. 
Починаючи з 1920-х років, селище знаходиться в Румунії, але завдяки Крайовській угоді 1940 року воно було повернено Болгарії. У 1942 році село було перейменовано в Дулово, на честь болгарської династії Дуло. 30 січня 1960 р  було оголошене містом. 
Поряд з містом розташований парк «Спрага».  Це  курганне поховання.  Район був заселений ще з  античності, середньовіччя та османського періоду.  Знайдено залишки керамічних посудин, монет, зброї, інструментів, фундаментів житла та багатьох інших.  У минулому тут була річка, були численні джерела.  В даний час є водозбірним районом. 

## Населення
За даними перепису населення 2011 року у місті проживали 6537 осіб.
Національний склад населення міста:
| Національність   | Кількість осіб | Відсоток |
| ---------------- | -------------- | -------- |
| болгари          | 2946           | 50,7%    |
| турки            | 2349           | 40,4%    |
| цигани           | 458            | 7,9%     |
| інша             | 22             | 0,4%     |
| не визначились   | 34             | 0,6%     |
| Всього відповіли | 5809           |          |

Розподіл населення за віком у 2011 році:
Динаміка населення:

## Географія
Переважає плоский рельєф в , який перетинається суходолами різної ширини, які мають напрямок північ-південь. Навколо них побудовані майже всі населені пункти Добруджанщини. Висота над рівнем моря становить від 150 до 250 метрів. 
Район широко відкритий на північ.  Конфігурація відкритої місцевості визначає доступ вітрів з усіх боків, причому південно-східні і південні вітри є найбільш повторюваними.  У зимові місяці дують холодні північно-східні вітри, що несуть сніг.  Влітку часто виникають сильні сухі вітри, що викликають ерозію ґрунту. 
Річна кількість опадів становить 650 мм/ кв. м, що нижче середнього по країні. Посухи в літні місяці негативно впливають на рослинність у муніципалітеті. 
Лісові масиви займають 23% території муніципалітету. Переважають дуб, граб та інші. Хвойні види додатково імпортуються при реконструкції лісів для економіки лісового господарства  або для утворення територію. 

## Економіка
До початку 1990-х років економіка Дулово була зосереджена на промисловому виробництві.  Основними галузями промисловості є машинобудування та металообробка, пошиття (раніше і текстильна) промисловість і виробництво комбікормів. Менше - виробництво будівельних компонентів полімерних матеріалів і харчова промисловість (насамперед первинна переробка молока, виробництво хліба та хлібобулочних виробів). 
Дулово завжди було і залишається центром сільськогосподарського району, відомого своєю зерновою продукцією.  Промислові сектори, які все ще задіяні в економіці міста, пов'язані насамперед з первинною переробкою сільськогосподарської продукції. Існує також швацтво, яке перетворилося на малі підприємства з відносно обмеженим економічним значенням. 

## Державні установи
Адміністрація громади Дулово, вул. "Васил Левський“ 18

## Визначні пам'ятки
- Громадський центр "Нікола   Вапцаров"
- Історичний музей в Дулово був відкритий в 1988 році. Він має експонати в 4 відділах: археології, етнографії, нової та новітньої історії та галереї.
- Пам'ятники: 
  - Пам'ятник воїнам, загиблим у війнах Дуловського району - 1912-1913, 1915-1918, 1941-1945
  - Пам'ятник "Спрага"
  - Пам'ятник Василю Левському

Кратер Дулово на Марсі названий на честь Дулово. 

## Регулярні події
Щорічно проводяться травневі культурні заходи під назвою «Дні мого міста». 

## Зовнішні посилання
- Офіційний сайт муніципалітету

| Болгарія | Це незавершена стаття з географії Болгарії. Ви можете допомогти проєкту, виправивши або дописавши її. |